# Bukovje Bistransko
Bukovje Bistransko is een plaats in de gemeente Bistra in de Kroatische provincie Zagreb. De plaats telt 382 inwoners (2001).